# Gustiana rosoria
Gustiana rosoria är en fjärilsart som beskrevs av Paul Dognin 1914. Gustiana rosoria ingår i släktet Gustiana och familjen nattflyn. Inga underarter finns listade i Catalogue of Life.